# U 956
U 956 war ein deutsches U-Boot vom Typ VII C, ein sogenanntes „Atlantikboot“, das von der deutschen Kriegsmarine während des U-Boot-Krieges im Zweiten Weltkrieg im Nordatlantik und im Arktischen Ozean eingesetzt wurde.

## Technische Daten
Ein VII C-Boot wurde bei der Überwasserfahrt von zwei 1400 PS starken Dieselmotoren angetrieben und erreichte eine Geschwindigkeit von 17 kn. Unter Wasser konnte so ein U-Boot mithilfe der zwei Elektromotoren mit je 375 PS 7,6 kn Fahrt machen. Die Leistungskraft der Batterien ermöglichte diese Höchstgeschwindigkeit bei der Unterwasserfahrt allerdings nur für eine Stunde. Bei geringerer Geschwindigkeit konnte das Boot theoretisch bis zu drei Tage unter Wasser fahren.
Als VII C-Boot hatte auch U 956 an der Oberfläche eine Wasserverdrängung von 769 t und unter Wasser 871 t. Es war insgesamt 67,1 m lang, 6,2 m breit, 9,6 m hoch mit einem 50,5 m langen Druckkörper und hatte einen Tiefgang von 4,74 m. Das in der Hamburger Werft Blohm & Voss gebaute U-Boot wurde von zwei Viertakt-Dieselmotoren F46 mit je 6 Zylindern und Ladegebläse der Kieler Germaniawerft mit einer Leistung von 2060 bis 2350 kW, bei Unterwasserbetrieb mit zwei Elektromotoren GU 460/8–27 von AEG mit einer Leistung von 550 kW angetrieben. Es hatte zwei Antriebswellen mit zwei 1,23 m großen Schiffsschrauben. Das Boot war zum Tauchen bis in Tiefen von 230 m geeignet.
Wie die meisten deutschen U-Boote seiner Zeit führte auch U 956 ein bootsspezifisches Zeichen am Turm: einen Totenschädel auf dem ein Rabe hockte.
U 956 war mit fünf 53,3-cm-Torpedorohren – vier am Bug und eins am Heck – und vierzehn Torpedos, einer 8,8-cm-Kanone SK C/35 mit 220 Schuss Munition, einer 3,7-cm-FlaK M42 18/36/37/43 und zwei 2-cm-FlaK C/30 ausgestattet.

## Einsatz und Geschichte
Vom 7. Januar 1943 bis zum 30. Juni 1943 gehörte U 956 als Ausbildungsboot zur 5. U-Flottille und war in Kiel stationiert. Am 1. Juli 1943 kam es als Frontboot zur 1. U-Flottille, wo es bis zum 31. Dezember verblieb. Anfang 1944 wechselte das Boot zur 11. U-Flottille und am 1. Oktober schließlich zur 13.U-Flottille, wo es bis Kriegsende verblieb.

### Erste Einsätze
U 956 absolvierte von Oktober 1943 bis September 1944 insgesamt neun Unternehmungen und war während dieser Einsätze zeitweise den U-Boot Gruppen Monsun, Isegrim, Werwolf, Blitz, Trutz und Dachs zugeteilt.

### Butt
Anfang September 1944 wurden mehrere Boote als U-Boot Gruppe Grim in einer koordinierten Aktion in die Barentssee entsandt, um die Zusammenstellung der Nordmeergeleitzüge in dieser Region durch Minen zu erschweren. U 956 legte eine Minensperre vor Beluschja Guba aus. Die Sperre erhielt den Tarnnamen „Butt“. Zur selben Zeit verlegten weitere U-Boote der Gruppe solche Minensperren. U 992 verlegte die Sperre „Sprotte“ bei der Kolgujew-Insel, U 968 richtete die Sperre „Lachs“ vor Kap Kanin ein und U 636 legte die Sperre „Forelle“.

### Letzte Einsätze
Vom 15. Oktober bis zum 24. November 1944 absolvierte U 956 eine weitere Unternehmung, in deren Verlauf es der U-Boot Gruppe Panther zugeteilt war.
Ab dem 11. Dezember trat das Boot eine weitere Unternehmung von Narvik aus an. Während dieses Einsatzes wurde U 956 am 30. Dezember der U-Boot Gruppe Stier zugeteilt. Am gleichen Tag versenkte Kommandant Mohs den unter sowjetischer Flagge als Teil des Geleitzuges KP-24 fahrenden Frachter Tbilisi (7.176 BRT). Nachdem die Zugehörigkeit zur Gruppe Stier für U 956 am 8. Januar 1945 geendet hatte, konnte Mohs am 16. Januar außerdem den sowjetischen Zerstörer Deyatelny (1.190 BRT) vom Geleitzug KB-1 versenken. Die Unternehmung endete am 20. Januar in Narvik.
Am 2. April 1945 lief U 956 von Trondheim zu seiner letzten Feindfahrt aus.

## Verbleib des Bootes
Am 13. Mai 1945 kapitulierte Kommandant Mohs im Loch Eriboll gegenüber den britischen Streitkräften. Das Boot wurde im selben Monat zunächst zum Hafen von Londonderry und schließlich zum Loch Ryan verbracht. Von hier aus wurde U 956 am 15. Dezember für Zielübungen im Rahmen der Operation Deadlight auf Position geschleppt. Im Schlepp der HMS Prosperous versank das Boot am 17. Dezember durch Beschuss mit Schiffsartillerie.